# Návrat domů (minisérie)
Návrat domů (v anglickém originále Coming Home) je britská dvoudílná dramatická minisérie z roku 1998. Režisérem minisérie je Giles Foster. Hlavní role v minisérii ztvárnili Emily Mortimerová, Peter O’Toole, Joanna Lumley, Katie Ryder Richardson a Penelope Keith.

## Obsazení
| Emily Mortimerová      | Judith Dunbar       |
| Peter O’Toole          | Edgar Carey-Lewis   |
| Joanna Lumleyová       | Diana Carey-Lewis   |
| Katie Ryder Richardson | Loveday Carey-Lewis |
| Penelope Keithová      | teta Louise         |
| David McCallum         | Billy Fawcett       |
| Paul Bettany           | Edward Carey-Lewis  |
| George Asprey          | Jeremy Wells        |
| Keira Knightley        | mladá Judith        |